# Moimentinha
Moimentinha is een plaats (freguesia) in de Portugese gemeente Trancoso en telt 233 inwoners (2001).